# Käthe von Nagy
Pour les personnes ayant le même patronyme, voir Nagy.
Käthe de Nagy de son vrai nom Ekatarina Nagy Von Cziser est une actrice, chanteuse, danseuse et modèle d'origine hongroise née à Szabadka (Autriche-Hongrie) le 4 avril 1904 et morte à Ojai, Californie le 20 décembre 1973.

## Biographie

### Jeunesse en Hongrie et Autriche
Käthe von Nagy, de son vrai nom Ekaterina Nagy von Cziser, naît à Szabadka en Hongrie, actuellement Subotica en Serbie, d'un riche directeur de banque issu d'une famille noble hongroise. À l'âge de 16 ans, elle est placée au couvent de Sancta Christiana à Frohsdorf près de Vienne pour l'empêcher de contracter un mariage qui ne plaisait pas à sa famille. Elle y reste 18 mois avant de continuer ses études à Vienne. Voulant devenir écrivain, elle s'enfuit à Budapest dans une auberge sous un nom d'emprunt et réussit à faire publier quelques récits dans une revue. Elle prend également des cours de comédie à Béla Gaál, à côté de Budapest. Son père la fait retrouver par la police et la ramène pour travailler dans sa banque à ouvrir le courrier.

### Débuts cinématographique à Berlin
En 1926, elle part à Berlin comme correspondante du journal hongrois Pesti Hírlap. En 1927, grâce au metteur en scène hongrois Alexander Korda, elle obtient un rôle dans la comédie Männer vor der Ehe, dirigée par Constantin J. David qu'elle épousera la même année. L'année suivante, 1928, Wien, die Stadt meiner Träume de Victor Jansen fera d'elle la nouvelle star du cinéma européen muet. Ses yeux noirs malicieux et sa sensualité pleine de verve sont également popularisés par d'innombrables cartes postales. Au moment délicat du passage au parlant, sa bonne connaissance du français et de l'allemand lui permet de tourner les deux versions d'un même film.  En 1931, le succès du film Le Capitaine Craddock de Max de Vaucorbeil la rend célèbre en France où elle fera ensuite la moitié de sa carrière. En 1935, elle s'installe à Paris avec son second mari, Jacques Fattini. Elle joue aussi dans des fims autrichiens et dans deux films italiens, notamment en 1937, à Rome, la version italienne, Mia moglie si diverte, d'Unsere kleine Frau de Paul Verhoeven pour la Tobis. Ses plus célèbres partenaires ont été Hans Albers, Fernand Gravey et surtout Willy Fritsch avec qui elle a tourné une série de films populaires et frivoles. Son dernier film fut la comédie musicale Die Försterchristlen 1952.
Elle est morte d'un cancer à Los Angeles à 69 ans en 1973.

## Filmographie

### Film muets
- 1927 : Männer vor der Ehe - Les hommes avant le mariage de Constantin J. David
- 1927 : Die Köningin seines Herzen / Wien, die Stadt meiner Träume de Victor Jansen
- 1928 : Das brennende schiff - Le Bateau de verre de Constantin J. David
- 1928 : Der Anwalt des Herzens - L'Avocat de cœur de Wilhelm Thiele
- 1928 : Die Sandgräfin de Hans Steinhoff
- 1928 : Gustav Mond de Reinhold Schünzel
- 1928 : Die Durchgängerin -  Les Fugitifs de Hanns Schwarz
- 1928 : Der Republik der Backfische -  La République des jeunes filles de Constantin J. David
- 1929 : Der Weg durch die Nacht - Poupée d'un soir de Robert Dinesen
- 1929 : Mascottchen - La Mascotte de Felix Basch
- 1929 : Die kleine Veronika / Unschuld  de Robert Land
- 1929 : Aufruhr im Junggesellenheim de Manfred Noa
- 1929 : Innocent de Robert Land
- 1929 : Ihre Majestät die Liebe - Sa Majesté l'amour de Joe May

### Films parlants
- 1929 : Rotaie de Mario Camerini (italien)
- 1930 : Glaukler de Robert Land - Les Saltimbanques de Jaquelux
- 1930 : Der Andere - Le Procureur Hallers de Robert Wiene
- 1931 : Princesse, à vos ordres - Ihre Hoheit befiehlt de Hanns Schwarz avec Willy Fritsch
- 1931 : Le Capitaine Craddock de Max de Vaucorbeil - Bomben auf Monte-Carlo de Hanns Schwarz avec Heinz Rühmann
- 1931 : Meine Frau, die Hochstaplerin - Ma femme chevalier / Ma femme est un homme d'affaires de Kurt Gerron avec Heinz Rühmann
- 1931 : Ronny de Reinhold Schünzel et Roger Le Bon
- 1931 : Ronny de Reinhold Schünzel
- 1932 : Le Vainqueur de Paul Martin - Der Sieger de Hans Hinrich avec Hans Albers
- 1932 : À moi le jour, à toi la nuit de Claude Heymann - Ich bei Tag und Du bei Nacht de Ludwig Berger avec Willy Fritsch : Juliette
- 1932 : La Belle Aventure de Roger Le Bon - Das Schöne Abenteuer de Reinhold Schünzel
- 1933 : Un jour viendra de Serge Veber - Einmal eine große Dame sein de Gerhard Lamprecht avec Wolf Albach-Retty
- 1933 : Au bout du monde / Les fugitifs de Henri Chomette - Les Fugitifs Flüchtlinge de Gustav Ucicky avec Hans Albers
- 1934 : Le Diable en bouteille de Raoul Ploquin - Liebe, Tod und Teufel de Heinz Hilpert et Reinhart Steinbicker avec Albin Skoda et Brigitte Horney
- 1934 : La Jeune Fille d'une nuit de Roger Le Bon - Die Töchter ihrer Exzellenz de Reinhold Schünzel avec Willy Fritsch
- 1934 : Nuit de mai de Henri Chomette - Der junge Baron Neuhaus de Gustav Ucicky avec Viktor de Kowa
- 1934 : Turandot, princesse de Chine de Serge Veber - Prinzessin Turandot de Gerhard Lamprecht avec Willy Fritsch
- 1934 : Die Freundin eines großen Mannes de Paul Wegener avec Karl Ludwig Diehl
- 1935 : La Route impériale de Marcel l'Herbier
- 1935 : Die Pompadour - La Pompadour de Willy Schmidt-Gentner
- 1935 : Ave Maria de Johannes Riemann avec Beniamino Gigli
- 1936 : Le Chemin de Rio de Robert Siodmak
- 1937 : La Bataille silencieuse de Pierre Billon : Draguicha
- 1938 : Nuits de princes de Vladimir Strijewski
- 1938 : Unsere kleine Frau - Mia moglie si diverte de Paul Verhoeven avec Albert Matterstock
- 1938 : Die unruhigen Mädchen - Sourires de Vienne de Geza Von Bolvary
- 1938 : Am seidenen Faden - En fils de soie de Robert A. Stemmle avec Willy Fritsch
- 1938 : Accord final de Ignacy Rosenkranz et Douglas Sirk
- 1939 : Renate im quartett - Renate et le quatuor de Paul Verhoeven avec Gustav Fröhlich
- 1939 : Salon wagon E 417 de Paul Verhoeven avec Gustav Fröhlich
- 1942 : Mahlia la métisse de Walter Kapps
- 1947 : Cargaison clandestine de Alfred Rode
- 1952 : Die Försterchristl de Arthur Maria Rabenalt